# Korea Open 2018 - Qualificazioni singolare
Le qualificazioni del singolare femminile del Korea Open 2018 sono state un torneo di tennis preliminare per accedere alla fase finale della manifestazione. Le vincitrici dell'ultimo turno sono entrate di diritto nel tabellone principale. In caso di ritiro di una o più giocatrici aventi diritto a queste sono subentrati le lucky loser, ossia le giocatrici che hanno perso nell'ultimo turno ma che avevano una classifica più alta rispetto alle altre partecipanti che avevano comunque perso nel turno finale.

## Teste di serie
1. Mona Barthel (qualificata)
2. Arantxa Rus (ultimo turno)
3. Jil Teichmann (qualificata)
4. Arina Rodionova (primo turno)
5. Harriet Dart (primo turno)
6. Priscilla Hon (qualificata)

1. Sílvia Soler Espinosa (ultimo turno)
2. Bibiane Schoofs (ultimo turno)
3. Jaimee Fourlis (primo turno)
4. Dejana Radanović (qualificata)
5. Varvara Flink (qualificata)
6. Nina Stojanović (primo turno)

## Qualificate
1. Mona Barthel
2. Varvara Flink
3. Jil Teichmann

1. Dejana Radanović
2. Han Na-lae
3. Priscilla Hon

## Tabellone

### Legenda
| - Q = Qualificato - WC = Wild card - LL = Lucky loser | - ALT = Alternate - SE = Special Exempt - PR = Protected Ranking | - w/o = Walkover - r = Ritirato - d = Squalificato |

### Sezione 1
|  | Primo turno | Primo turno           | Primo turno           | Primo turno | Primo turno |  |  | Ultimo turno | Ultimo turno          | Ultimo turno          | Ultimo turno | Ultimo turno |  |
|  |             |                       |                       |             |             |  |  |              |                       |                       |              |              |  |
|  | 1           | Mona Barthel          | Mona Barthel          | 6           | 6           |  |  |              |                       |                       |              |              |  |
|  | WC          | Hanna Chang           | Hanna Chang           | 1           | 3           |  |  | 1            | Mona Barthel          | Mona Barthel          | 6            | 6            |  |
|  |             | Peangtarn Plipuech    | Peangtarn Plipuech    | 3           | 0           |  |  | 7            | Sílvia Soler Espinosa | Sílvia Soler Espinosa | 3            | 4            |  |
|  | 7           | Sílvia Soler Espinosa | Sílvia Soler Espinosa | 6           | 6           |  |  |              |                       |                       |              |              |  |

### Sezione 2
|  | Primo turno | Primo turno   | Primo turno | Primo turno | Primo turno |  |  | Ultimo turno | Ultimo turno  | Ultimo turno | Ultimo turno | Ultimo turno |  |
|  |             |               |             |             |             |  |  |              |               |              |              |              |  |
|  | 2           | Arantxa Rus   | Arantxa Rus | 6           | 7           |  |  |              |               |              |              |              |  |
|  | WC          | Kim Da-bin    | Kim Da-bin  | 2           | 6           |  |  | 2            | Arantxa Rus   | 1            | 6            | 6            |  |
|  | WC          | Jeong Su-nam  | 2           | 6           | 0           |  |  | 11           | Varvara Flink | 6            | 3            | 7            |  |
|  | 11          | Varvara Flink | 6           | 3           | 6           |  |  |              |               |              |              |              |  |

### Sezione 3
|  | Primo turno | Primo turno     | Primo turno     | Primo turno | Primo turno |  |  | Ultimo turno | Ultimo turno    | Ultimo turno | Ultimo turno | Ultimo turno |  |
|  |             |                 |                 |             |             |  |  |              |                 |              |              |              |  |
|  | 3           | Jil Teichmann   | Jil Teichmann   | 6           | 6           |  |  |              |                 |              |              |              |  |
|  |             | Amandine Hesse  | Amandine Hesse  | 4           | 0           |  |  | 3            | Jil Teichmann   | 6            | 4            | 7            |  |
|  |             | Ellen Perez     | Ellen Perez     | 0           | 4           |  |  | 8            | Bibiane Schoofs | 4            | 6            | 5            |  |
|  | 8           | Bibiane Schoofs | Bibiane Schoofs | 6           | 6           |  |  |              |                 |              |              |              |  |

### Sezione 4
|  | Primo turno | Primo turno      | Primo turno | Primo turno | Primo turno |  |  | Ultimo turno | Ultimo turno     | Ultimo turno     | Ultimo turno | Ultimo turno |  |
|  |             |                  |             |             |             |  |  |              |                  |                  |              |              |  |
|  | 4           | Arina Rodionova  | 7           | 0           | 2           |  |  |              |                  |                  |              |              |  |
|  |             | Mai Minokoshi    | 63          | 6           | 6           |  |  |              | Mai Minokoshi    | Mai Minokoshi    | 1            | 4            |  |
|  | WC          | Lee So-ra        | 6           | 2           | 1           |  |  | 10           | Dejana Radanović | Dejana Radanović | 6            | 6            |  |
|  | 10          | Dejana Radanović | 2           | 6           | 6           |  |  |              |                  |                  |              |              |  |

### Sezione 5
|  | Primo turno | Primo turno      | Primo turno      | Primo turno | Primo turno |  |  | Ultimo turno | Ultimo turno     | Ultimo turno     | Ultimo turno | Ultimo turno |  |
|  |             |                  |                  |             |             |  |  |              |                  |                  |              |              |  |
|  | 5           | Harriet Dart     | 6                | 1           | 5           |  |  |              |                  |                  |              |              |  |
|  |             | Han Na-lae       | 0                | 6           | 7           |  |  |              | Han Na-lae       | Han Na-lae       | 7            | 6            |  |
|  | PR          | Barbora Štefková | Barbora Štefková | 6           | 6           |  |  | PR           | Barbora Štefková | Barbora Štefková | 5            | 3            |  |
|  | 12          | Nina Stojanović  | Nina Stojanović  | 1           | 1           |  |  |              |                  |                  |              |              |  |

### Sezione 6
|  | Primo turno | Primo turno    | Primo turno   | Primo turno | Primo turno |  |  | Ultimo turno | Ultimo turno  | Ultimo turno  | Ultimo turno | Ultimo turno |  |
|  |             |                |               |             |             |  |  |              |               |               |              |              |  |
|  | 6           | Priscilla Hon  | Priscilla Hon | 6           | 6           |  |  |              |               |               |              |              |  |
|  |             | Zhang Yuxuan   | Zhang Yuxuan  | 4           | 4           |  |  | 6            | Priscilla Hon | Priscilla Hon | 7            | 6            |  |
|  |             | Katy Dunne     | 2             | 6           | 6           |  |  |              | Katy Dunne    | Katy Dunne    | 65           | 2            |  |
|  | 9           | Jaimee Fourlis | 6             | 2           | 2           |  |  |              |               |               |              |              |  |